# Dietlibc
dietlibc는 C 표준 라이브러리의 일종으로, 실행 파일 생성을 위해 링크했을 때 프로그램 크기를 가능한 한 작게 만드는 것을 목적으로 개발했다. dietlibc는 기타 다른 라이브러리를 참조하지 않고 처음부터 개발하였는데 중요한 주요 C 런타임 함수를 가지고 있다. 주로 임베디드 시스템에 채택되고 있다.

## 같이 보기
- uClibc
- newlib